# Habartice (Klatovy)
Habartice jsou vesnice, část města Klatovy ve stejnojmenném okrese v Plzeňském kraji. Nachází se asi osm kilometrů východně od Klatov. Habartice leží v katastrálním území Habartice u Obytců o rozloze 4,27 km².

## Historie
První písemná zmínka o vesnici pochází z roku 1354.

## Obyvatelstvo
| Rok            | 1869 | 1880 | 1890 | 1900 | 1910 | 1921 | 1930 | 1950 | 1961 | 1970 | 1980 | 1991 | 2001 | 2011 | 2021 |
| -------------- | ---- | ---- | ---- | ---- | ---- | ---- | ---- | ---- | ---- | ---- | ---- | ---- | ---- | ---- | ---- |
| Počet obyvatel | 352  | 368  | 353  | 340  | 282  | 254  | 217  | 139  | 150  | 129  | 101  | 71   | 69   | 72   | 89   |
| Počet domů     | 44   | 50   | 49   | 52   | 46   | 44   | 45   | 49   | 58   | 37   | 33   | 50   | 50   | 51   | 52   |

## Obecní správa
Při sčítání lidu v letech 1850–1975 Habartice byly samostatnou obcí v okrese Klatovy. Od 1. července 1975 do 29. dubna 1976 byly částí obce Obytce v okrese Klatovy. Od 30. dubna 1976 jsou částí města Klatovy ve stejnojmenném okrese. Poté se Obytce opět osamostatnily, ale Habartice již zůstaly součástí Klatov. V letech 1850–1975 k obci patřily Kvaslice a Vítkovice.

## Pamětihodnosti
- Zaniklá ves Chuchle se dvorem jihozápadně od vrchu Barák
- Kostel svatých Petra a Pavla – původem gotický, následně barokně upravený, s cennými historickými konstrukcemi a dochovanými fragmenty omítek s imitovaným kvádrováním v podkroví sakristie (pozdně gotické nebo renesanční)
- Zemědělský dvůr čp. 1
- Jihovýchodně od vesnice se nachází přírodní rezervace Jelení vrch.

## Galerie

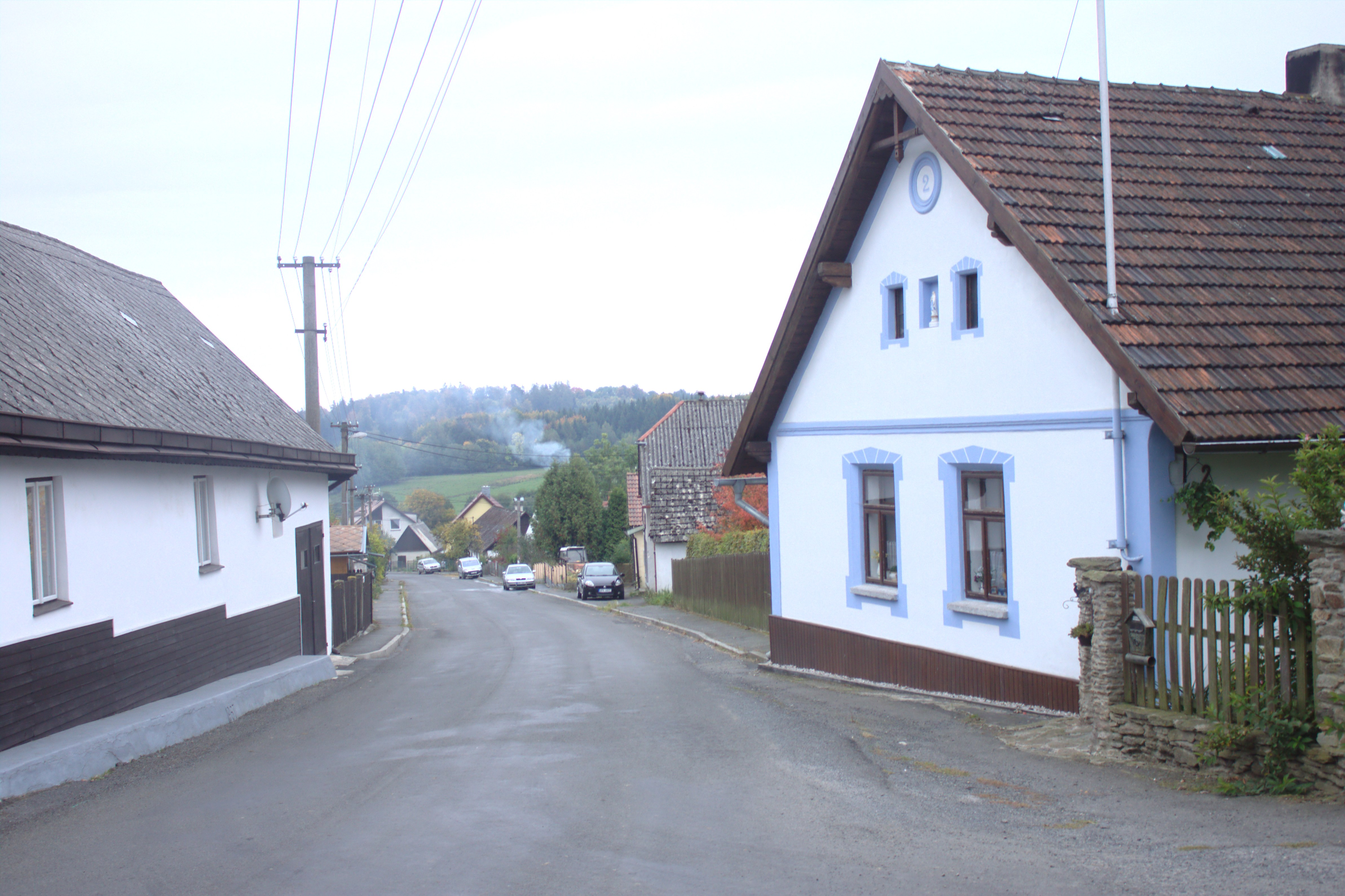
Domy
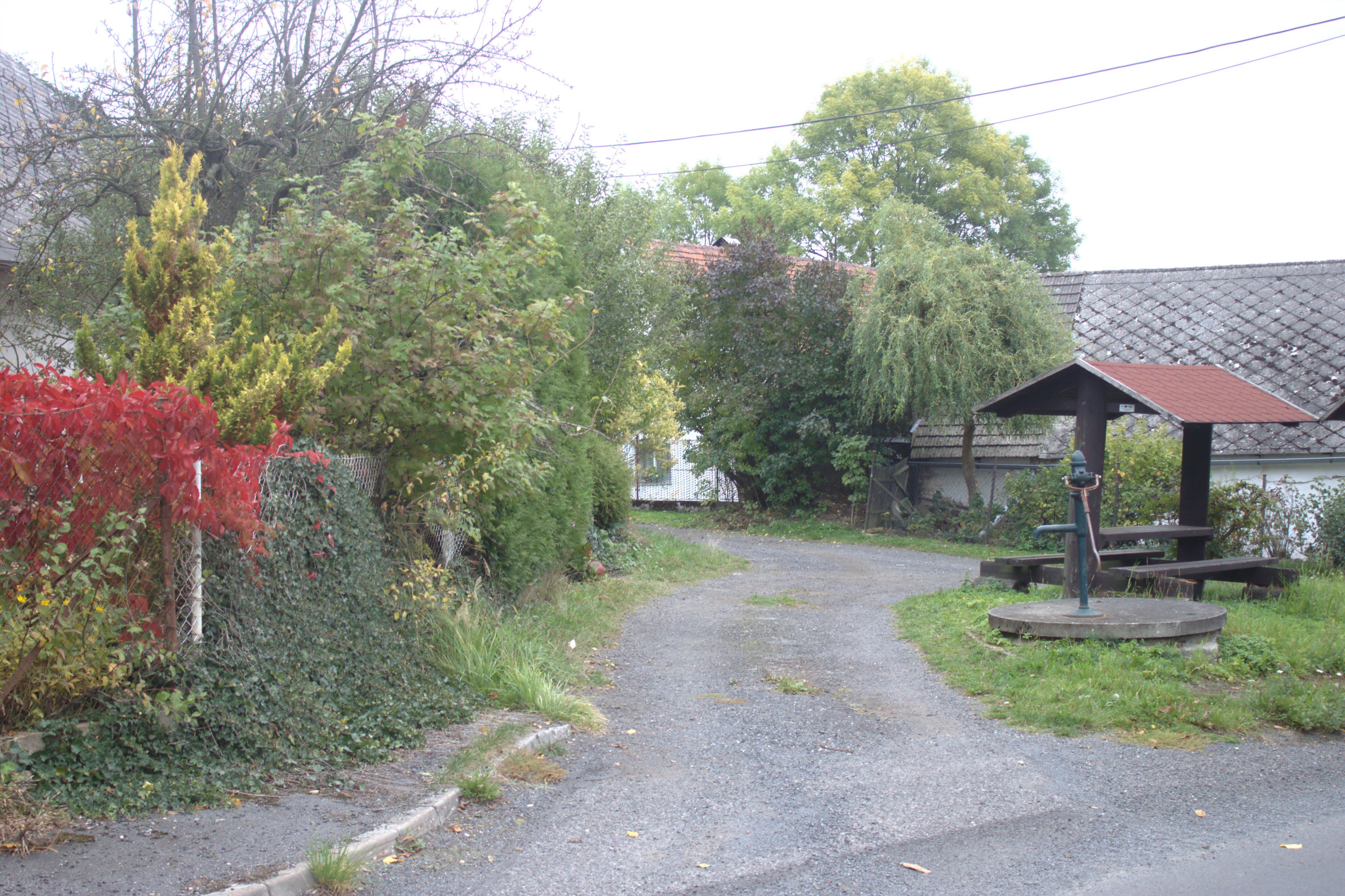
Náves
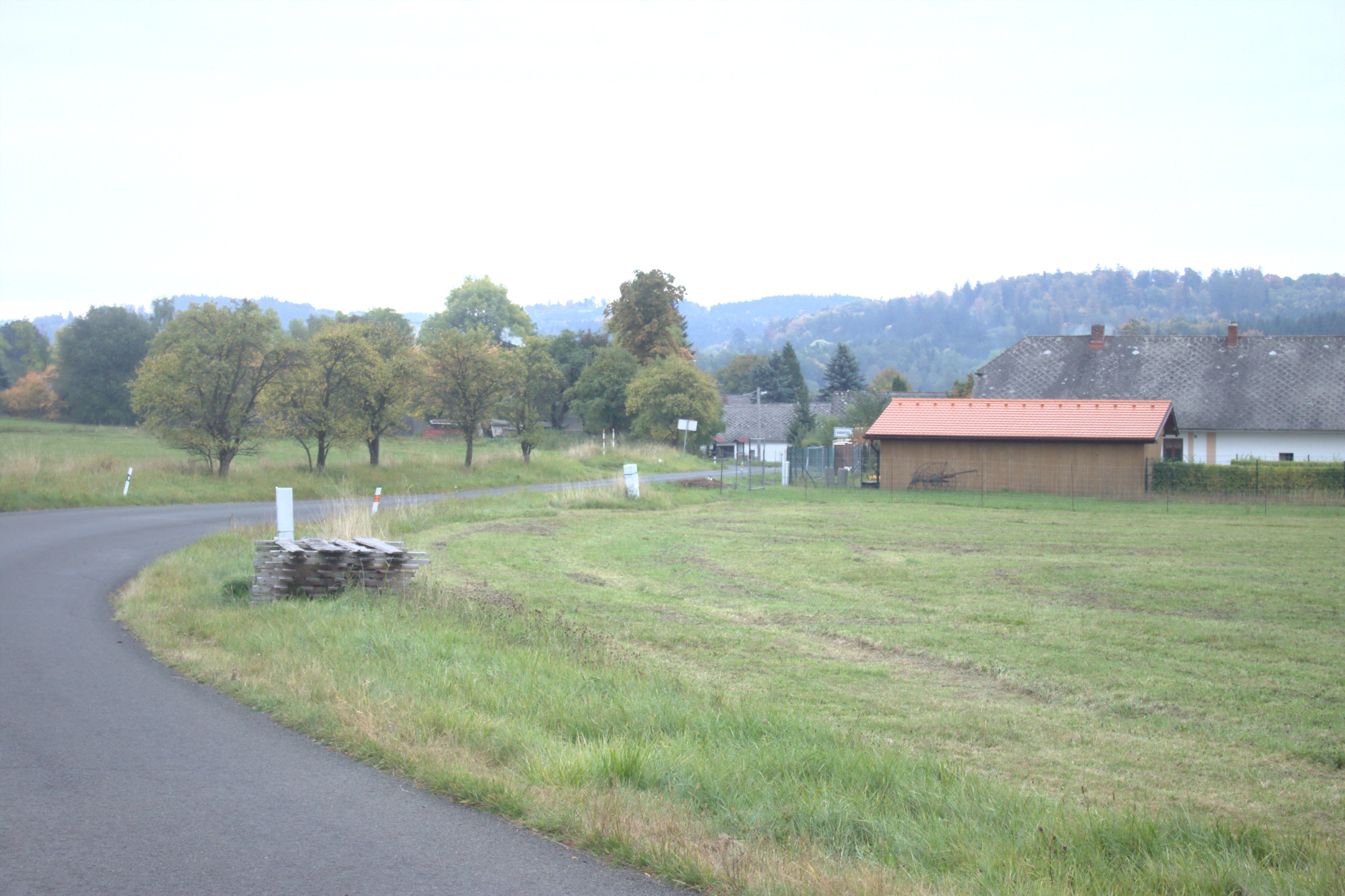
Silnice